# E6 (Sverige)
E6 eller Europaväg 6 är en stamväg i västra Sverige, med sträckningen Svinesund–Uddevalla–Kungälv–Göteborg–Mölndal–Kungsbacka–Varberg–Falkenberg–Halmstad–Ängelholm–Helsingborg–Landskrona–Malmö–Trelleborg.
Den ingår i den internationella Europaväg 6 (Kirkenes–Narvik–Oslo–Svinesund–Göteborg–Trelleborg). Den är 480 kilometer lång inom Sverige.

## Motorväg

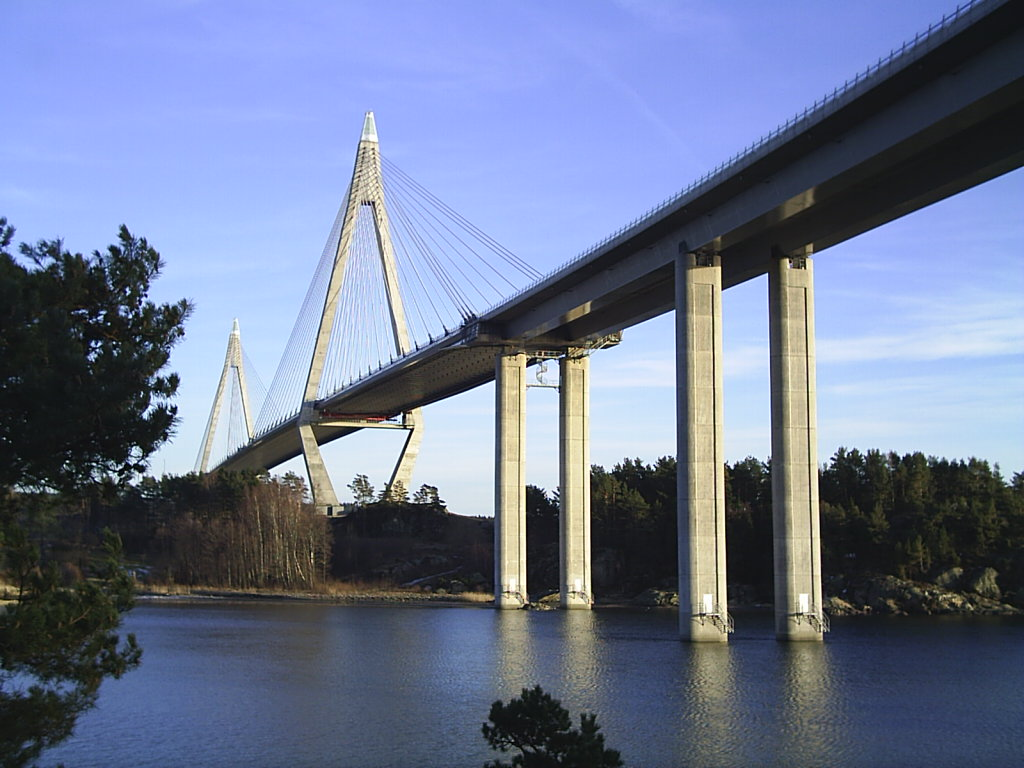
Uddevallabron.

Följande sträcka längs E6 är utbyggd till motorväg:
- Svinesund (gränsen mot Norge)–Maglarp (474 km)

Det långa motorvägsavsnittet har hastighetsgränsen 110 km/h, förutom förbi Kungälv (80 km/h), sträckan Kungälv–Göteborg (100 km/h), förbi Göteborg/Mölndal (70, 80 och 90 km/h), Mölndal–Kungsbacka (100 km/h) och Varberg–länsgräns Halland/Skåne (120 km/h). Elektroniska skyltar som vid behov kan sänka hastigheten finns söder om Kungälv, centrala Göteborg, förbi Mölndal och Falkenberg–länsgräns Halland/Skåne.

## Beskrivning av sträckan
E6 korsar riksgränsen på Svinesundsbron. Passagen över bron med de tillhörande motorvägsdelarna på var sida om fjorden var belagd med avgift fram till 15 mars 2021. Även motorvägsgenomfarten genom Göteborg är belagd med variabel trängselskatt.
Motorvägen fortsätter söderut och är motorväg oavbrutet till Maglarp, en sträcka på 474 km. Detta är tillsammans med E20 en del i den viktiga motorvägen mellan Köpenhamn och Oslo via Göteborg.
Sträckan Rabbalshede–Håby saknar vägrenar. Sträckan Svinesund–Rabbalshede har smala vägrenar. Sträckan förbi Munkedal är invigd som motorväg 2008 och innehåller Munkedalsbron. Motorvägen förbi Uddevalla går över Uddevallabron, Sveriges fjärde längsta bro, som gjorde att E6 blev 12 km kortare. Ibland måste dock bron stängas av på grund av stark vind eller is som faller från kablarna.

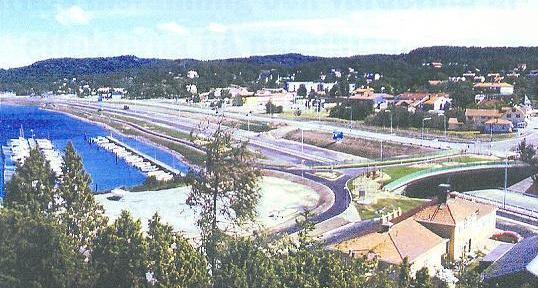
Motorväg E6 genom ett tråg längs strandkanten i Ljungskile.

Söder om Uddevalla går E6 som motorväg några meter från havet, mellan havet och Ljungskile. Här går vägen nedsänkt och några meter under havsnivån. Lite längre söderut ligger Ödsmålsbron 48 m över marken. Efter att ha passerat Stenungsund och Kungälv korsas Nordre älv på  Nordreälvsbron som tidigare var öppningsbar. Här börjar en stor hastighetssänkning, som skedde vid årsskiftet 2012/2013 och täcker in E6 genom hela Göteborg — 110 km/h blev istället 100 km/h. Vid Angeredsbron, strax norr om Göteborg, sänks hastighetsgränsen till 80 km/h. Före Tingstadstunneln, där E6 korsar Göta älv, sänks den igen till 60 km/h. Vägen genom tunneln är en av Sveriges hårdast trafikerade sträckor, som medför tidsförluster i rusningstrafik med upp till en halvtimme. För att avlasta tunneln byggdes parallellt Marieholmstunneln mellan Tingstad och Marieholm, cirka 600 meter uppströms Göta älv. Denna tunnel invigdes den 16 december 2020.Den avlastar Tingstadstunneln med omkring 50 000 fordon per dygn.
Vid Olskroksmotet söder om Tingstadstunneln ansluter E20, som sedan kommer att följa E6 i 28 mil till trafikplats Petersborg i Malmö. Detta är den längsta sträcka i Norden två Europavägar följs åt. Från Olskroksmotet och söderut till Kållered är vägen sexfilig (förutom kortare avbrott vid Kallebäcksmotet och Åbromotet), en breddning som utfördes under slutet av 1990-talet (samt en sträcka under 2012) då vägen innan dess var fyrfilig. Hastighetsgränsen blir åter 80 km/h (variabelt med elektroniska skyltar) vid Kallebäcksmotet, där riksväg 27/40 viker av österut, och 100 km/h vid Kållered. Vägen passerar gränsen mellan Västra Götalands län och Hallands län och passerar väster om Kungsbacka. I norra Varbergs kommun, strax söder om trafikplats Värö, går motorvägen genom Värötunneln som är den enda tunneln längs E6 söder om Göteborg.

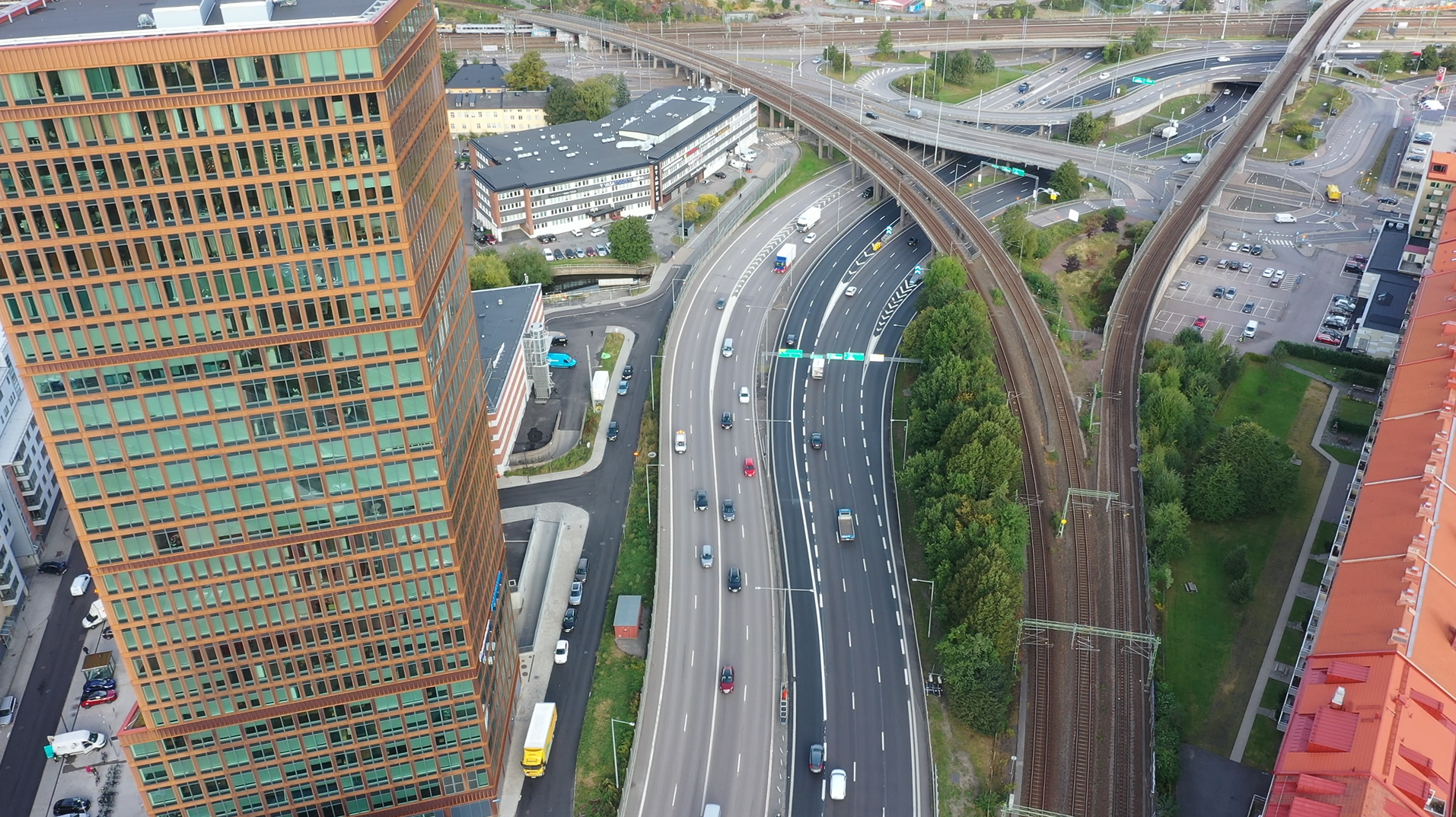
Vy över Olskroksmotet söderifrån i Göteborg. Här möts E6 (norrifrån) med E20 (österifrån) för att gemensamt fortsätta vidare söderut till Malmö.

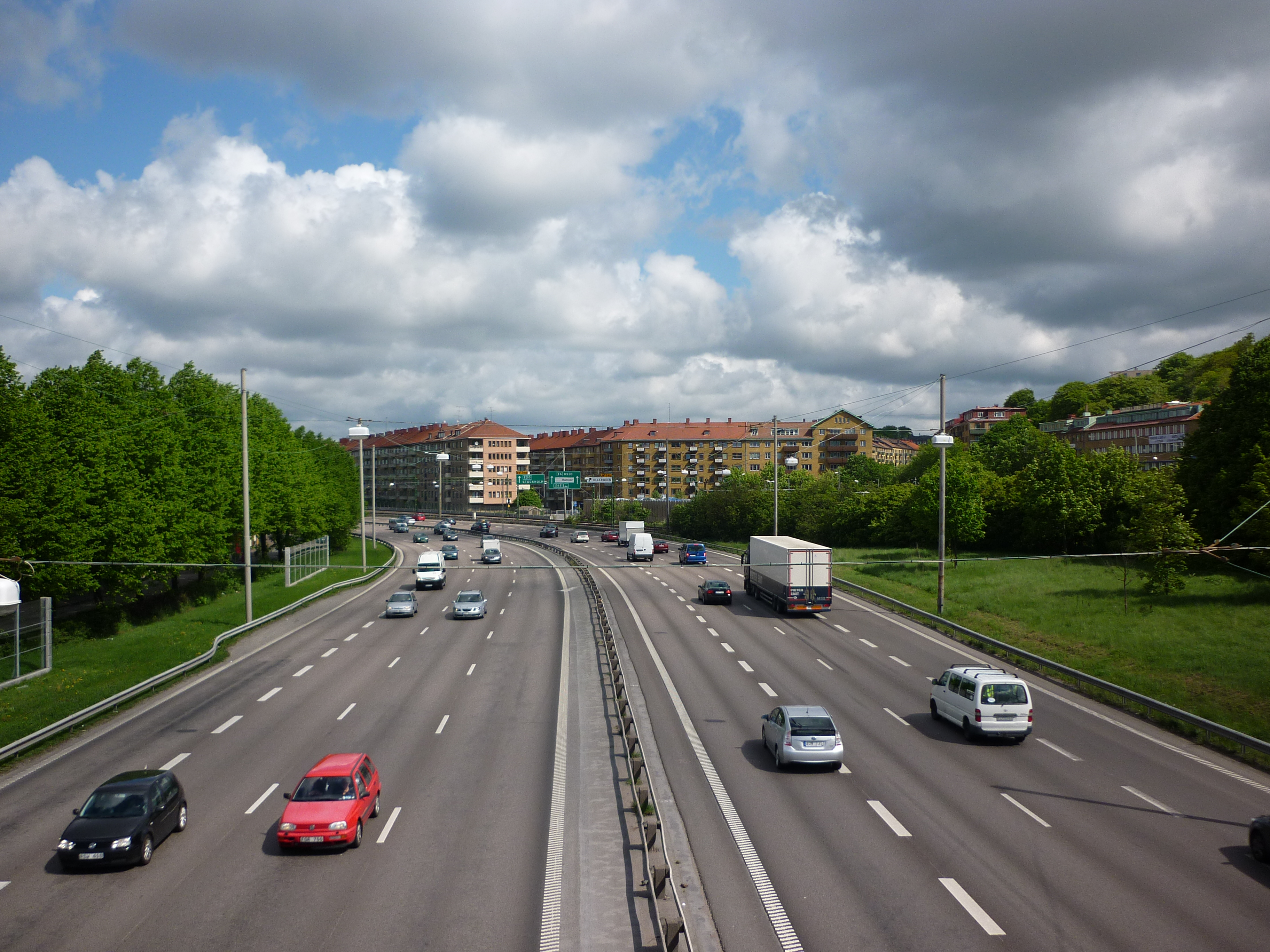
E6/E20 omedelbart söder om Olskroksmotet i Göteborg.

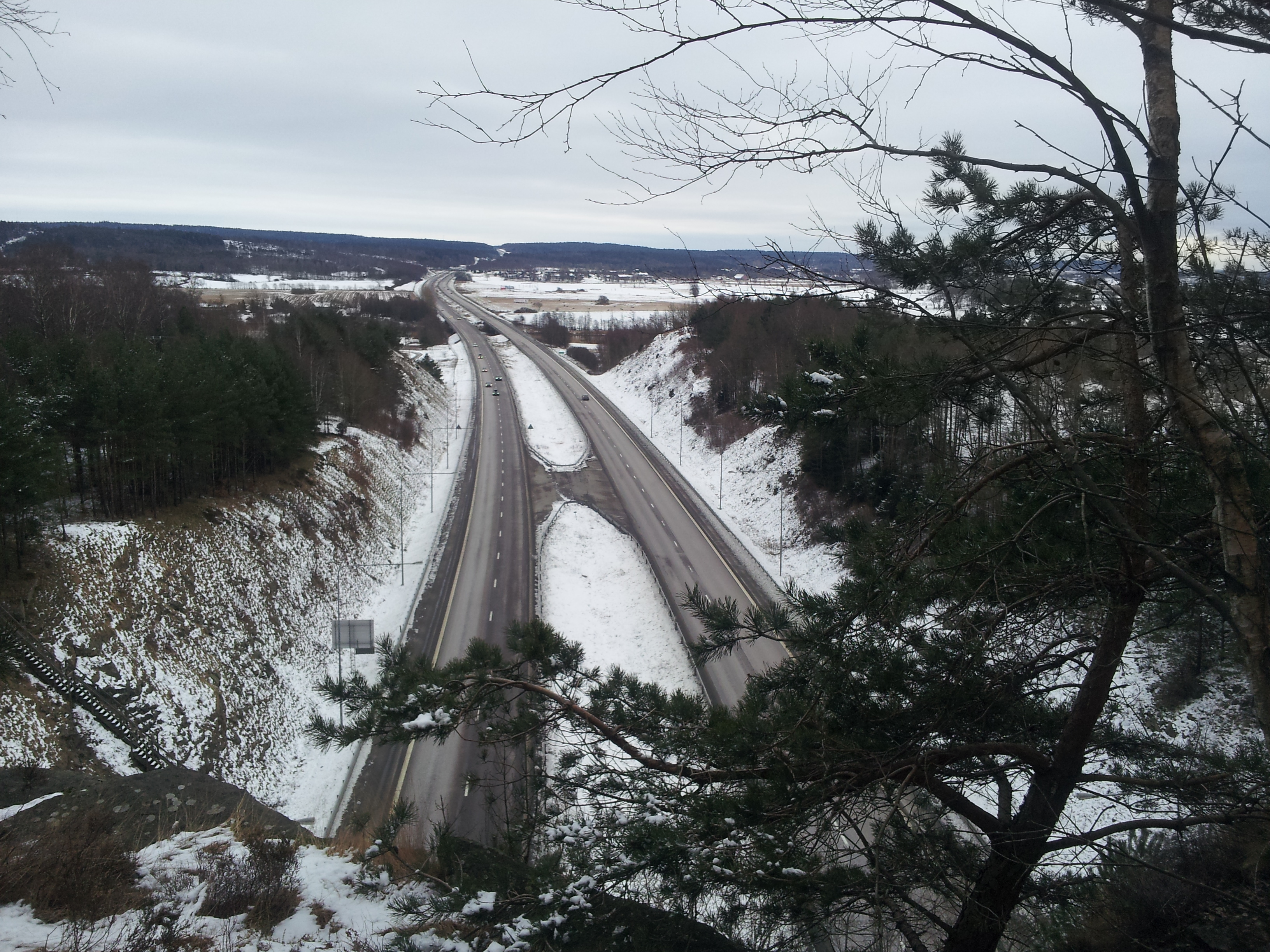
Vid Värötunneln norr om Varberg, den enda tunneln på E6 söder om Göteborg.

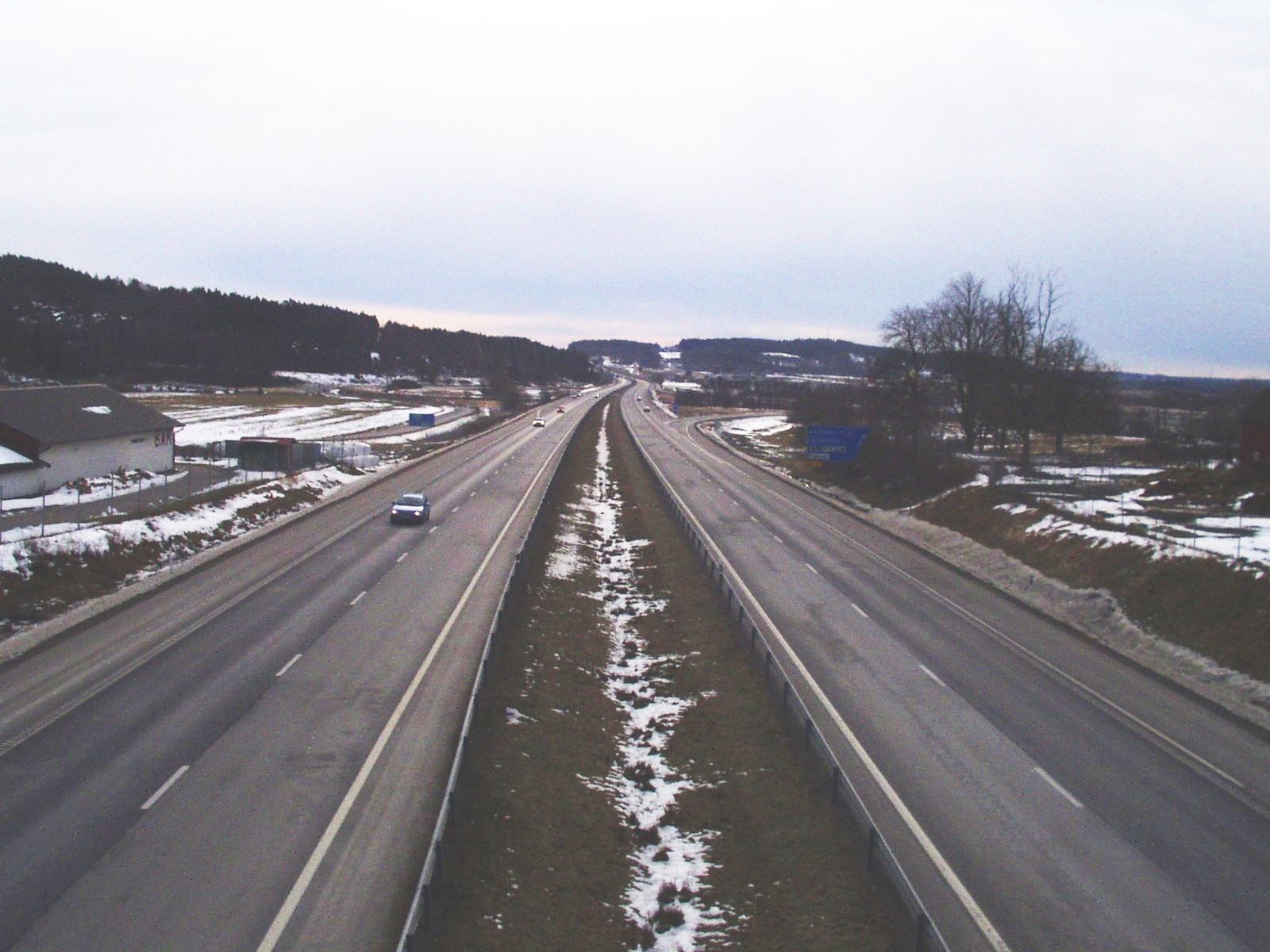
Motorväg E6/E20 utanför Varberg.

Vid Varberg ändrar landskapet karaktär från att mestadels ha gått genom skogar och mer kuperad terräng till att gå genom öppet landskap och relativt platt terräng. Motorvägen passerar öster om Falkenberg på sin väg mot Halmstad. Från juni 2005 till och med juni 2016 genomförde Trafikverket prov med variabel hastighet på sträckan mellan Falkenberg och länsgränsen Skåne/Halland, skyltad hastighet sattes till 120 km/h men möjlighet fanns att sänka hastigheten med automatiserade skyltar visa annan lämplig hastighet. När provet avslutats permanenterades 120 km/h som hastighet på sträckan från trafikplats 55 Varberg N till trafikplats 40 Skottorp i södra Laholm strax före länsgränsen Skåne/Halland. Strax söder om Halmstad åker man alldeles intill havet och kan blicka ut över Laholmsbukten.
En kilometer efter länsgränsen till Skåne län börjar den branta backen upp på Hallandsåsen. Backen på nordsidan är ett av Sveriges brantaste motorvägsavsnitt med 6–7 % lutning. Påfarten från rastplatsen i norrgående körriktning har 10% lutning. Backen på sydsidan är flackare och fortsätter några kilometer mot Ängelholm. Backarna uppför åsen både på nord- och sydsidan har tre fält i uppåtgående riktning. På nordsidan har backen varit ommålad till 3+2 fält sedan 2003, medan den mindre branta och längre backen på sydsidan blev ommålad först 2005. Före ommålningen på sydsidan rådde omkörningsförbud för lastbilar, innan det infördes höll lastade lastbilar runt 50 km/h och olastade körde i vänsterfilen i runt 70 km/h.
Någon mil efter passagen av Ängelholm ligger trafikplats Kropp, där E4 från Stockholm och Jönköping ansluter för att gå tillsammans med E6/E20 förbi Helsingborg. Efter att E4 har svängt av mot Helsingborgs hamn fortsätter motorvägen längs kusten, och passerar Landskrona på östra sidan. Vid Häljarp går motorvägen alldeles intill Öresund; vid bra sikt kan man se både Danmark och Öresundsbron.
Vid trafikplats Kronetorp i nordöstra Malmö ansluter E22, som tillsammans med E6 och E20 följer Yttre Ringvägen (byggd år 2000) i en båge runt Malmös sydöstra delar. Den västra delen av Yttre Ringvägen skiljer sig markant från andra motorvägar genom att det i mittbarriären mellan körriktningarna går en dubbelspårig järnväg. E20 fortsätter vid trafikplats Petersborg rakt fram över Öresundsbron, medan E6 och E22 svänger av söderut till Trelleborg. Motorvägen slutar vid en cirkulationsplats i Maglarp utanför Trelleborg. E6 fortsätter de sista kilometerna från Maglarp på vanlig landsväg. Därefter går vägen genom Trelleborg till sin sydliga ände vid hamnen i Trelleborg.

### Vägstandard
| Delsträcka                                | Delsträcka                          | Avstånd | Hastighet | Vägstandard                                                                                       |
| ----------------------------------------- | ----------------------------------- | ------- | --------- | ------------------------------------------------------------------------------------------------- |
| Svinesund Svinesundsbron, riksgräns Norge | Svinesund Nordbymotet               | 2 km    |           | Motorväg (2+2) 70 km/h förbi tullen/betalstationen.                                               |
| Svinesund Nordbymotet                     | Kungälv Kungälvsmotet               | 155 km  |           | Motorväg (2+2)                                                                                    |
| Kungälv Kungälvsmotet                     | Göteborg Klarebergsmotet            | 11 km   |           | Motorväg (2+2) 80 km/h genom Kungälv mellan Kungälvsmotet och Rödbomotet.                         |
| Göteborg Klarebergsmotet                  | Göteborg Tingstadsmotet             | 8 km    |           | Motorväg (3+3)                                                                                    |
| Göteborg Tingstadsmotet                   | Göteborg Kallebäcksmotet            | 5 km    |           | Motorväg (3+3) Gemensam med från Olskroksmotet.                                                   |
| Göteborg Kallebäcksmotet                  | Kållered Kålleredsmotet             | 11 km   |           | Motorväg (3+3). Gemensam med .                                                                    |
| Kållered Kålleredsmotet                   | Kungsbacka Trafikplats Kungsbacka S | 14 km   |           | Motorväg (2+2) Gemensam med .                                                                     |
| Kungsbacka Trafikplats Kungsbacka S       | Varberg Trafikplats Varberg N       | 40 km   |           | Motorväg (2+2) Gemensam med .                                                                     |
| Varberg Trafikplats Varberg N             | Östra Karup                         | 100 km  |           | Motorväg (2+2) Gemensam med .                                                                     |
| Östra Karup                               | Maglarp Cirkulationsplats Maglarp   | 135 km  |           | Motorväg (2+2) Gemensam med till trafikplats Petersborg. Gemensam med från trafikplats Kroneborg. |
| Maglarp Cirkulationsplats Maglarp         | Trelleborg färjeterminal            | 4 km    |           | Landsväg. 50–60 km/h i Trelleborg. Gemensam med .                                                 |

## Historik

### Motorvägsutbyggnad
| Delsträcka            | Öppnad år |
| --------------------- | --------- |
| Göteborg–Kungälv      | 1958      |
| Genom Kungälv         | 1968      |
| Kungälv–Kode          | 1972      |
| Kode–Stora Höga       | 1974      |
| Stora Höga–Ljungskile | 1991      |
| Genom Ljungskile      | 1994      |
| Ljungskile–Lerbo      | 1995      |
| Lerbo–Torp            | 2000      |
| Torp–Kallsås          | 2004      |
| Kallsås–Småröd        | 2005      |
| Småröd–Saltkällan     | 2008      |
| Saltkällan–Håby       | 2008      |
| Håby–Rabbalshede      | 2000      |
| Rabbalshede–Pålen     | 2010      |
| Pålen–Tanumshede      | 2015      |
| Tanumshede–Knäm       | 2011      |
| Knäm–Lugnet           | 2012      |
| Lugnet–Skee           | 2010      |
| Skee–Ejgst            | 2012      |
| Ejgst–Hogdal          | 2008–09   |
| Hogdal–Nordby         | 2003      |
| Nordby–Svinesund      | 2005      |

1953 ska hela Riksväg 2 ha varit belagd med smågatsten. Riksväg 2 norrut började byggas som motorväg inne i Göteborg i februari 1955, och i maj 1957 påbörjades arbetena utanför stadsgränsen. Etappen fram till Kärramotet öppnades för trafik den 16 september 1958, vilket var den tredje motorvägssträckan som hade öppnats för trafik i Sverige. I direkt följd fortsatte utbyggandet norrut och den 18 november 1958 öppnades etappen fram till Kungälvs stadsgräns för trafik. Den 21 december 1959 slutfördes etappen fram till Jordfallsvägen i Kungälv. Den första motorvägsinfarten till Göteborg var då klar, med en längd av 16,5 km, varav 7 km innanför Göteborgs stadsgräns. Cirka 11 500 pålar med en total längd av 166 km hade slagits ner inom stadens område. De svåra grundförhållandena var skälet till att den fria höjden för motorvägen, vid fyra trafikplatser, begränsades till 3,5 meter. E6 byggdes först ut till motorväg nära Göteborg och Malmö och motorvägen har sedan förlängts etapp för etapp från dessa städer.

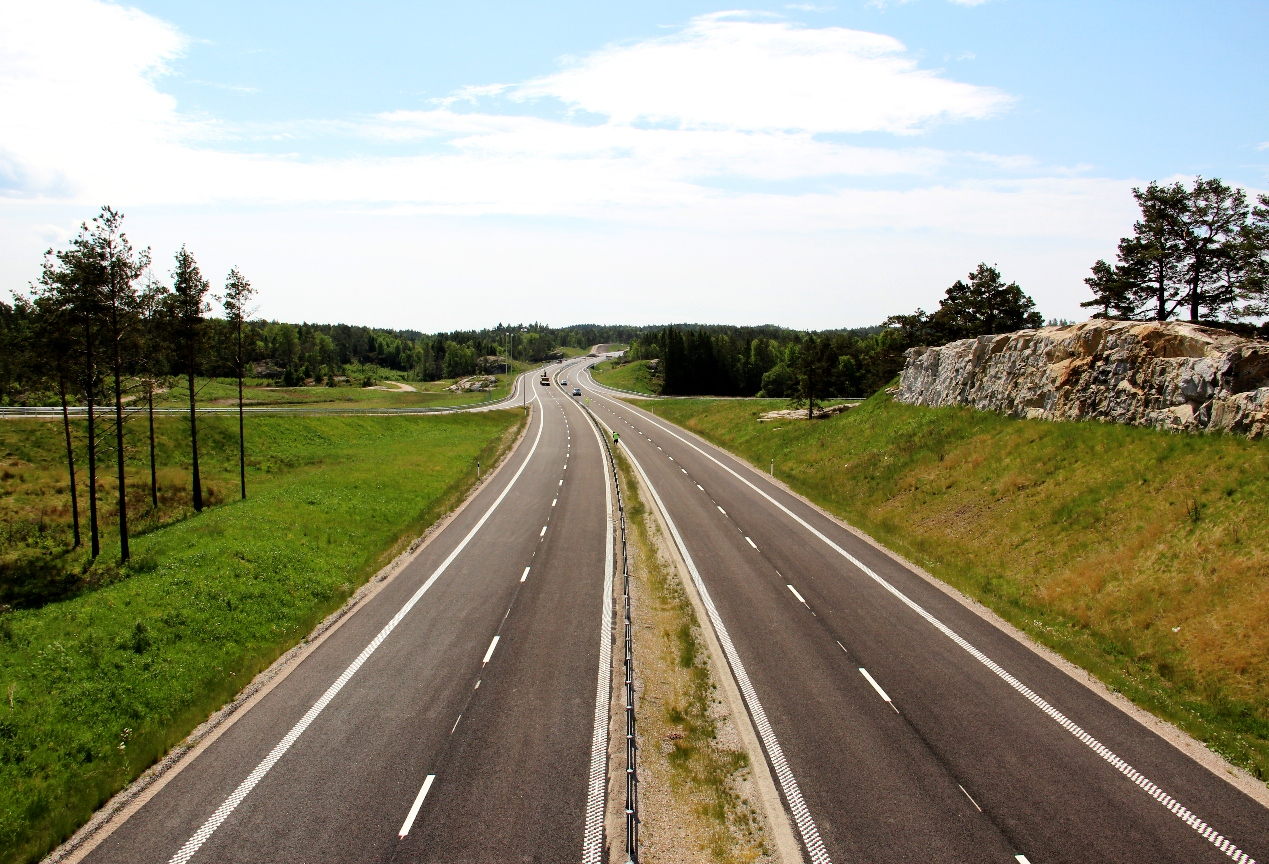
Vägbygget av E6 Bohuslän.

Tre sträckor har byggts utan att de anslöt till tidigare motorväg, nämligen Skee–Lurmotet 2010, Hogdal–Nordby 2003 (som ersatte en krokig väg som gick en omväg) och Rabbalshede–Håby 2000 (ersatte en väg som gick genom fyra tätorter och även den var krokig. Denna sträcka byggdes egentligen som fyrfältsväg och saknar bland annat vägrenar, men räknas sedan år 2009–2010 som motorväg). Resten av motorvägsutbyggnaden genom Bohuslän har skett i etapper norrut. Sommaren 2008 invigdes sträckan förbi Munkedal med Munkedalsbron. Sommaren 2005 invigdes Småröd–Kalsås, sommaren 2004 Kalsås–Torp, och år 2000 Torp–Råssbyn, förbi Uddevalla, med Uddevallabron (även kallad Sunningesundsbron). Från Hogdal byggdes motorvägen söderut till Blomsholm, klar december 2008, samt vidare till Ejgst norr om Skee, klar april 2009. I juli 2010 invigdes Lurmotet–Skee, 13 km och Rabbalshede–Pålen, 6 km. I oktober 2011 öppnade sträckan Tanumshede–Knäm, 6 km. I juni 2012 invigdes etapperna Knäm–Lugnet och Skee–Ejgst. Den 6 juli 2015 öppnades så den sista sträckan, Pålen–Tanumshede (Världsarvet Tanum), 7 km.
År 1995 invigdes Råssbyn–Ljungskile, invigning var 1991 för Ljungskile–Stora Höga, samt 1974 för Stora Höga–Rödbo. Sträckan på Hisingen, Göteborg–Rödbo som invigdes 1958, är en av de äldsta motorvägssträckorna i Sverige.
Sträckan söderut har också byggts ut i etapper, Tingstadstunneln och sträckan till Ullevi invigdes 1968, Ullevi–Liseberg senare samma år, Göteborg (Liseberg)–Mölndal 1980, Mölndal–Kållered 1963, Kållered–Fjärås 1973, Fjärås–Frillesås 1979, Frillesås–Tofta 1981, Tofta–Morup 1988.
Sträckan Kvibille–Halmstad–Östra Karup byggdes först som motortrafikled under första hälften av 1960-talet och byggdes ut till motorväg med invigning 1994. Sträckan Morup–Heberg invigdes kort före, 1993, och den sista saknade biten Heberg–Kvibille 1996.
Sträckan upp till Hallandsås motell på Hallandsåsen invigdes 1976. Sista etappen över åsen, ner till Rebbelberga vid Ängelholm, stod klar i juni 1979. Sträckan Ängelholm–Kronetorp är byggd mestadels under 1960-talet, dock förbifarten förbi Ängelholm till Rebbelberga 1959. Först 1970 var Öresundsleden Ängelholm–Malmö färdig i sin helhet och sträckan blev skyltad som E6 (E6 gick innan dess via Bjuv–Kävlinge). Vägen är invigd etappvis, 1961 var vägen mellan Trafikplats Kronetorp och Borgeby färdig, 1962 fram till Saxtorp, 1966 Landskrona norra, 1970 till Djurhagshus (vid E4), där befintlig motorväg mot Ängelholm redan fanns.
Numera följer E6 Yttre Ringvägen förbi Malmö, och den invigdes år 2000. Sträckan Malmö–Vellinge är äldre, invigd 1973 som ersättning för Falsterbobanan, medan sträckan Vellinge–Trelleborg öppnades för trafik i november 2011. Förstärkningsarbeten av motorvägen mellan Landskrona och Malmö har präglat sträckan under flera år i början av 2000-talet. Detta är en av de hårdast belastade sträckorna på E6/E20 vilket medfört milslånga köer under månaderna maj–september. Man förstärker även grunden för att förbereda trefilig motorväg i vardera riktning mellan Löddeköpinge och Malmö.

### Äldre väg (Rikstvåan)

#### Bohuslän
Om sträckan förbi Uddevalla se Bratterödsleden.
Fram till 1953 gick rikstvåan från Göteborg och norrut i samma sträckning som dagens E45. Vid Lilla Edet avvek rikstvåan västerut över bron över Göta älv och vidare längs dagens länsväg 167 till Grinneröd strax söder om Ljungskile. 167:an är ungefär likadan som då. På 1950-talet byggdes också motorvägen Göteborg–Kungälv. Den korta sträckan mellan dagens E6 och Jordfallsbron är en del av den gamla motorvägen och ser också ut precis som sådan, med bara dike och inget räcke i mitten.
Från Kodes norra utfart och ungefär en kilometer norrut omlades vägen i en västligare sträckning för att bereda plats för motorvägen Kungälv–Stora Höga som byggdes 1971–1974. En bit av den tidigare sträckan ligger kvar öster om motorvägen som lokalväg.
Vid Jörlandas norra utfart omlades vägen vid motorvägsbygget i ett västligare läge ett par hundra meter för att få en rakare förbindelse med den nya viadukten över Bohusbanan. Den gamla sträckan låg kvar länge, men har blivit överbyggd av ett småindustriområde. Strax norr därom kan en parallell äldre vägsträckning ses väster om den nuvarande. Närmare Stora Höga gick vägen tidigare öster om järnvägen en bit, och korsade således Bohusbanan två gånger. Här omlades förmodligen vägen i sin nuvarande sträckning innan den blev riksväg.
I Stora Höga korsade vägen Bohusbanan på en viadukt som finns kvar, liksom en bit av vägen norrut, som blev avbruten i samband med motorvägsbygget på 1980-talet. För att komma vidare norrut får man använda en ny vägförbindelse tills man når den gamla vägsträckningen.
Genom Uddevalla gick Rikstvåan, E6, via "Hästepallarna" vid södra infarten, Göteborgsvägen och Strömstadsvägen förbi Uddevallavarvet för att ansluta på nuvarande Rv44 strax norr om nuvarande infarten till Frölands industriområde. Det finns en gammal vägsträckning kvar från OK/Q8 på Strömstadsvägen förbi det gamla varvsområdet och vidare in förbi f.d Pininfarinas anläggning.

##### Byggnadsminne

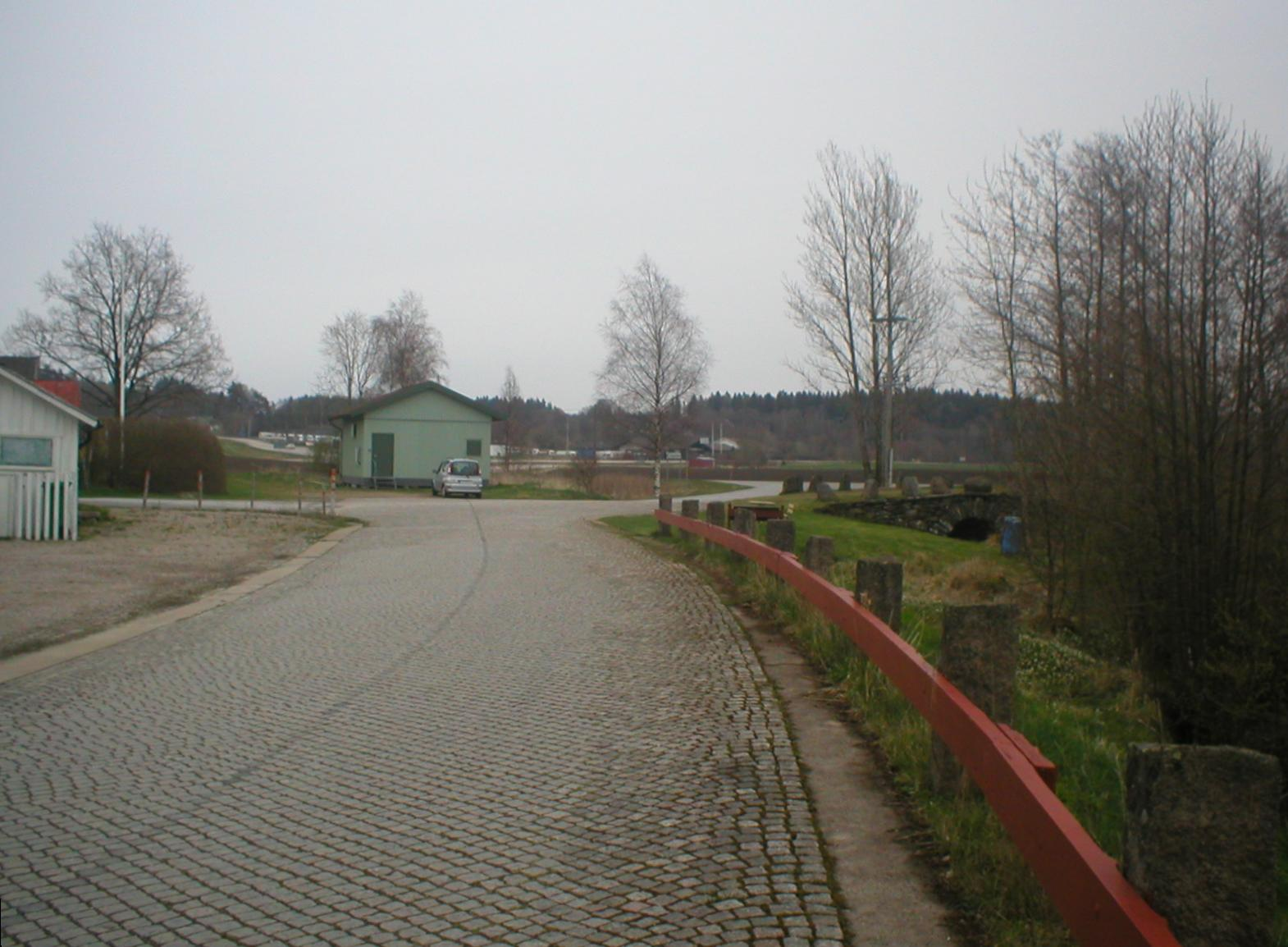
Åsens vägminne, vägen och bron mot sydöst

Huvudartikel: Vägavsnitt vid Åsen på Gamla Rikstvåan
Vid Åsen, nära Grinneröds kyrka, Uddevalla kommun, finns en bevarad del av vägen i 1930-talsutförande. Den är Sveriges första byggnadsminnesförklarade väg. På platsen finns en liten utställning och rastplats.
Tidigare gick vägen (dvs rikstvåans senare sträckning, inte den via Lilla Edet) från Svenshögen över bron som ingår i byggnadsminnet, över kullen intill, korsade den nutida vägen, vidare genom Gunneröd och Hälle till Ljungskile. 1847–1852 lades vägen om till ett högre läge öster om Svenshögen. 1901 flyttades vägen från Hälle till ett västligare läge längs Ljungs kile (havsviken). 1934 började sträckan stensättas. Längs vägkanterna göts betong, på vägen lades sättsand ut och täcktes med gatsten. Vägens mitt markerades av mörkare gatsten i vanlig ordning. Sträckan var klar september 1935, men godkändes för trafik först år 1937. År 1955 omlades vägen vid Åsen i sin nuvarande östligare sträckning. Den gamla sträckningen övergavs, men renoverades på 1990-talet och blev byggnadsminne 16 maj 1998.

#### Halland

##### Varberg
I Varberg kan delar av den gamla rikstvåan användas för genomfart. Efter E6 avfart 53 (Varberg Syd) är man vid Ås redan efter några kilometer inne på den gamla sträckningen. Efter rondellen vid Jonstaka – ansluten till Österleden och invigd hösten 2008 – passerar man järnvägsviadukten samt två Brearedsrondeller och kommer sedan till Ranelidsrondellen. Den senare är Varbergs äldsta, invigd i augusti 1958 och belägen vid backens krön. Där kör man rakt fram förbi de år 2007 byggda höghusen vid Söderhöjd och har sedan Varbergs fästning som riktmärke genom Almers väg och Södra vägen till "Triangeln". Omedelbart efter denna tar man Ringvägen till höger, passerar Video-Mixen och gör strax en vänster-/högersväng för att nå Östra Långgatan, som tar sin början vid tidigare EM-möbler, nu Varbergs BoIs loppmarknad.
Man följer – liksom en gång Rikstvåan – denna gata genom centrum till korsningen med Magasinsgatan och fortsätter till höger förbi Folkets Hus. Sedan till vänster längs Trädlyckevägen, som ersätter tidigare använda och nästan parallellt gående Kyrkogårdsvägen. Längs den beskrivna sträckan finns vägpartier satta med stor gatsten och vägens mitt markerad med mörkare sten.
Från anslutande Hagarondellen följer man Västkustvägen (tidigare Nybyvägen) norrut genom Lassabackarondellen till Lindhovsrondellen. Här kan man fortsätta rakt fram till E6 vid Gunnestorp 3 km bort (anslutning 55 Varberg Nord) eller svänga till vänster och följa den gamla Rikstvåan som i stort sett oförändrad går via Åskloster, Väröbacka, Frillesås och Fjärås till Kungsbacka.
Den först beskrivna delen – från platsen för nuvarande Ranelidsrondellen till korsningen ovanför Folkets Hus – var Varbergs genomfart nummer 2 och ingick i Rikstvåan. Här fanns också vid korsningen Östra Långgatan/Torggatan stadens första trafikljus. Den 6 augusti 1958 invigdes genomfart nummer 3 (Västkustvägen), som räknat från söder gick från nyanlagda Ranelidsrondellen genom Påskbergsskogen och Nyhemsområdet till nuvarande Brunnsbergsrondellen, den södra av två (platsen tidigare kallad Brunnsbergskrysset).
Varbergs genomfart nummer 1 gick till cirka mitten av 1940-talet längs Kungsgatan, med Södra och Norra vägen som anslutningar. Det bekräftas av (minst) sju numera nedlagda bensinstationer längs denna sträcka: Caltex, Shell, Esso, BP, Gulf, IC och Caltex igen.
Bakom inlines-banan vid Birger Svenssons väg i Varberg kan man ännu se en del av den stensättning med så kallad "lus" som Rikstvåan belades med under 1930- och 1940-talen. Från denna plats sträckte sig beläggningen söderut till Torupskrysset söder om Falkenberg, där beläggningen också finns kvar till korsningen före Tullbron i nordlig riktning.
E6 var till långt fram på 1980-talet den viktigaste huvudvägen i Sverige, men hade trots detta den lägsta standarden, där den bitvis genom Halland mellan Varberg och Falkenberg hade samma sträckning som på 1930-talet, men med betydligt kraftigare och tyngre trafik.
Den 28 oktober 1988 öppnades förlängningen av motorväg E6 från Gunnestorp (Varberg Nord, avfart 55) till Morup (avfart 52) och Varbergs tid som genomfartsort var därmed till ända.

##### Falkenberg
Också i Falkenberg gick tidigare E6, Riksväg 2, rakt genom de centrala delarna och över Tullbron från 1700-talet över Ätran. Sträckan över Tullbron och genom skogen heter fortfarande Halmstadvägen och är belagd med gatsten. Först 1962 invigdes den förbifart öster om Falkenberg (idag Lv 767) vilken tar sin början alldeles norr om stan vid Falkagård där E6 då leddes över järnvägen, Västkustbanan, på en viadukt och sedan anslöt till den gamla sträckningen en bit norr om Skrea vid trafikplatsen där väg 150 viker av. Än idag kan man om man kommer norrifrån på gamla förbifarten på vägens högra sida se den mjukt anslutande vägen med gammaldags vägbelysningsstolpar som kommer från de centrala delarna av Falkenberg och som med en mjuk högerböj ansluter till dagens väg. Nuvarande Harry Kullmans väg, strax söder om Coops affär, är en del av gamla riksväg 2. Där finns fortfarande spår efter den gula linjemarkering som Vägverket förr använde sig av. 
Norr om Falkenberg lades också gamla E6 om på tidigt 80-tal och sträckningen genom Skogstorp övergavs till förmån för en något östligare sträckning på ca 2–3 km längd.
Söder om Falkenberg vid Heberg lades E6 om i ett något östligare läge i slutet av 50-talet och gick inte längre genom centrala Heberg. Idag löper motorväg E6 väster om Heberg och den omlagda järnvägen Västkustbanan.

##### Halmstad

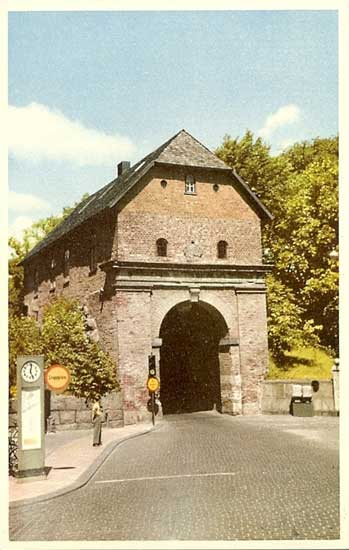
Norre Port, 1952

Genom den smala Norre Port gick Rikstvåan ända till 1958. Norre Port försågs 1929 med Halmstads första trafikljus, som slussade igenom trafiken växelvis. Söderut gick färden sedan fram till Stora Torg och över Österbro, för att fortsätta till Laholmsvägen, vilken mellan Halmstad och Laholm var grusväg fram till cirka 1956.
Mellan 1958 och intill dess att motortrafikleden mellan korsningen med Laholmsvägen och Kullagård via Holm med klassisk Mobil bensinmack modell "sittande hund" förbi Halmstads garnison, I 16, gick E6 Karl XI:s väg i en båge väster om centrum, Slottsgatan förbi residenset, Slottsbron och vidare via Laholmsvägen mot Laholm.
Ända fram till 1980-talet kunde man se kvarvarande stumpar av påfarten till den södra delen av motortrafikleden, sedermera på början av 1990-talet ombyggd till motorväg, vid korsningen med Laholmsvägen.
Den norra delen av motortrafikleden, som passerade utanför det centrala Halmstad mellan korsningen med Laholmsvägen och Kullagård, färdigställdes i slutet av 1960-talet. Också denna sträcka ombyggdes till motorväg i början av 1990-talet.

#### Skåne

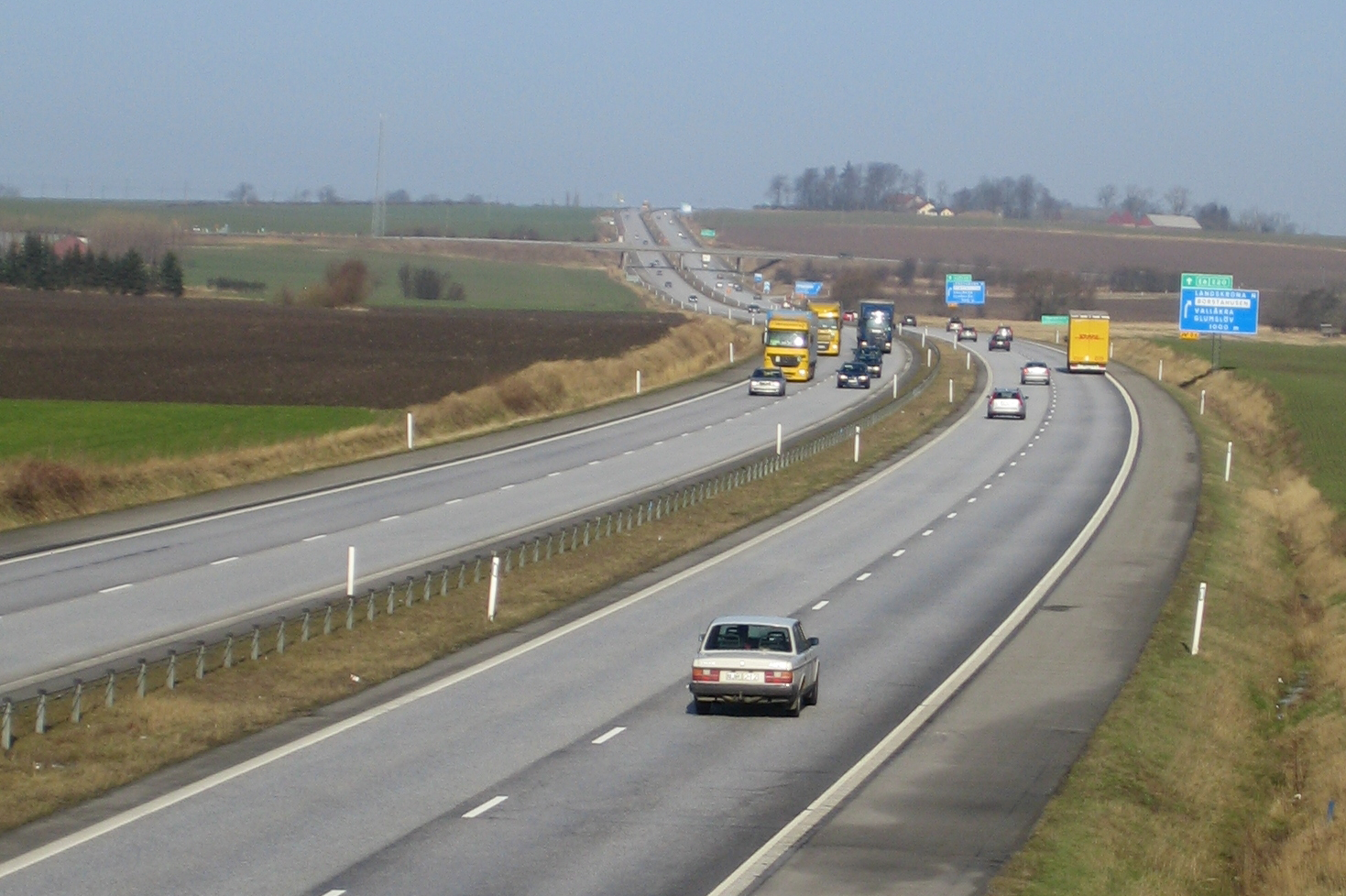
Norrgående E6 några km söder om Glumslövs backar, vid trafikplats Landskrona N

Dagens E6 följer den västskånska kusten ganska väl. Så var det inte på den tiden vägen var Rikstvåan. Vägen började i Trelleborg och gick fram till 1978 längs med nuvarande Västergatan och Stavstensvägen igenom stadsdelen Väster Jär. Därefter fortsatte vägen mot Malmö i ungefär samma sträckning som idag mellan Trelleborg och Vellinge, därefter gick vägen igenom Hököpinge och Tygelsjö innan man kom fram till Malmö. Nobelvägen var en del av rikstvåan som sedan fortsatte norrut ut ur staden fram till Arlöv där vägen delade sig mot Lund respektive Göteborg, och vägen fortsatte då norrut mot Lomma längs med Öresundskusten. Idag är det inte längre helt möjligt att följa samma sträckning igenom Lomma, Bjärred och Borgeby som på den tiden vägen gick där. Vid Saxtorp utanför Landskrona delade sig vägen ånyo, och rikstvåan fortsatte längs med det västskånska inlandet igenom Mörarp istället för att som senare tiders motorväg följa kusten mot Landskrona och Helsingborg. Från Mörarp fortsatte vägen mot Bjuv och först vid Strövelstorp gick vägen samman med vägen från Helsingborg (Rikstrean). Först 1970 var västkustmotorvägen Ängelholm–Malmö färdig i sin helhet och sträckan blev skyltad som E6.

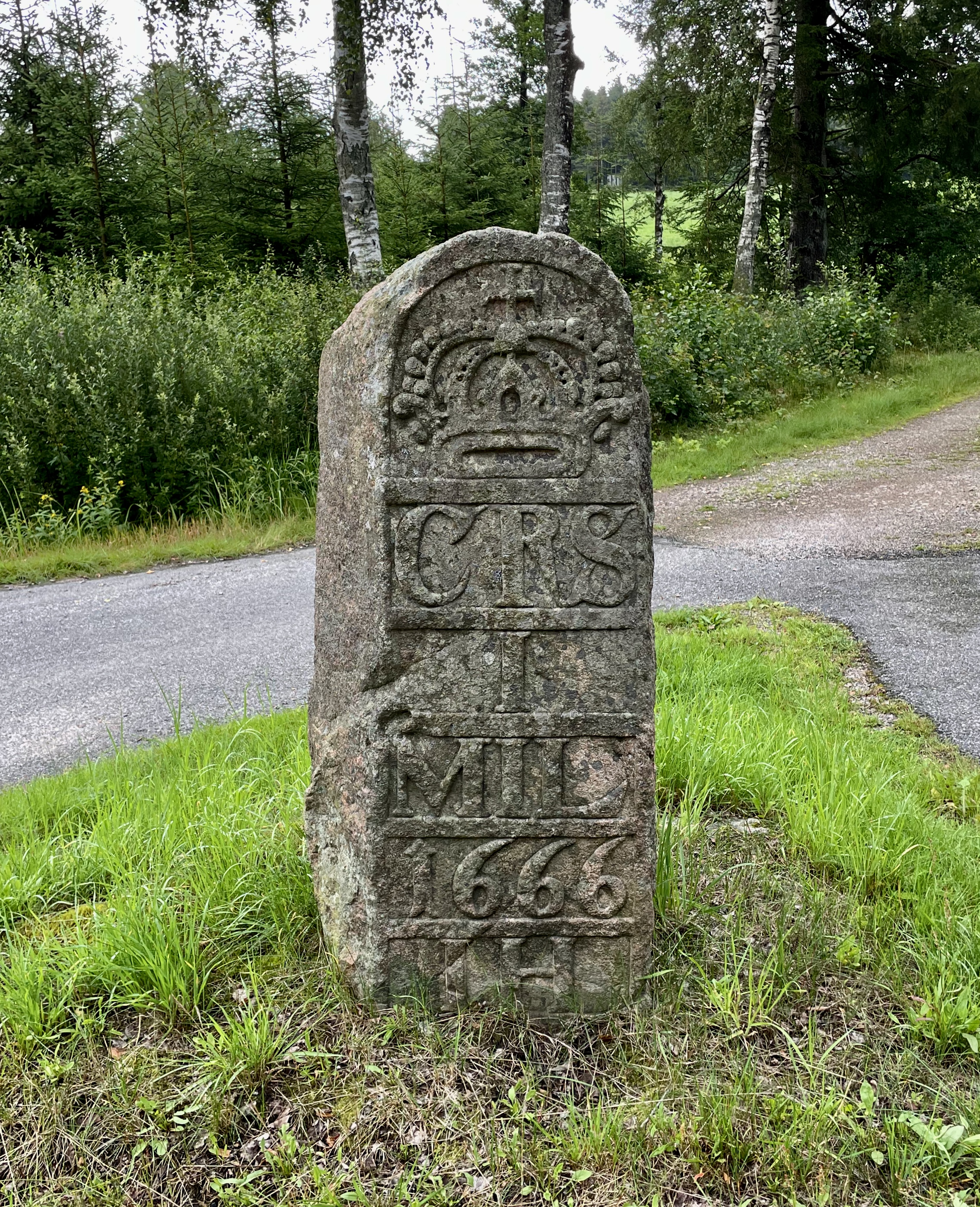
Milsten från 1666 vid "gamla E6" över Hallandsåsen norr om Margretetorp.

Sträckan över Hallandsåsen var länge en både brant, smal och framförallt vintertid farlig vägsträckning med hela den kontinentala tunga långtradartrafiken som sakta på låga växlar segade sig upp genom backarna både på syd- och på den brantare nordsidan. Motorvägen som invigdes på 70-talet, nordsidan först, sydsidan sedan, är dock lika brant. Man har efter år 2000 infört ett tredje körfält i båda uppförsbackar, så det blir ett för lastade långtradare som går långsamt uppför, ett för olastade lastbilar eller långsammare personbilar och ett för snabbare. På sydsidan genom det lilla samhället Margretetorp med ett välkänt gästgiveri och på nordsidan genom Östra Karup.
Motell Hallandsås ligger kvar högst upp på åskrönet och är fortfarande populärt. Idag bär "gamla E6" över Hallandsåsen vägnummer 1701, men vägen har även namnet "Diligensvägen" skyltat till minne av att här rullade postens diligenser fram.
Stora delar av sträckan genom Skåne, främst mellan trafikplats Kropp och Kronetorp är redo för 3+3-filsmotorväg, dock måste ett antal tvärgående broar byggas om innan vägen kan öppna sitt tredje körfält. Ett tredje körfält har redan öppnats mellan Landskrona Norra och Rydebäck, dock inte med fullständig vägren. Istället finns parkeringsfickor med avstånd på några hundra meter. Utanför Lund (där situationen ofta är värst) är numera omkring 3 mil redan breddad, men några äldre broar måste åtgärdas innan ett tredje körfält kan byggas.
Trafikvolymen ligger förvisso på mellan 30 000 och 45 000 fordon per dygn, men då 10–15 % av dessa fordon utgöres av lastbilar som större delen av dygnet blockerar hela högerfilen, och ibland t.o.m kör om varandra trots förbud under morgon och eftermiddag blir det så gott som dagligen köer, och inte nödvändigtvis i morgon- eller eftermiddags-rusningarna.
På grund av vägens täta trafik sker praktiskt taget dagligen olyckor mellan i första hand Löddeköpinge och Malmö med mycket långa köer som följd. Trots att många röster höjts för att sträckan mellan Malmö och Löddeköpinge ska bli breddad till tre körfält för att öka säkerheten och framkomligheten har Trafikverket inga planer på att bredda vägen trots att möjligheterna finns. Man vill istället reducera trafiken genom att öka kollektivtrafiken och höja parkeringsavgifterna i Malmö och Lund för att därigenom minska trafiken på E6:an.

### Uppmärksammade händelser
- Den 20 september 2004 inträffade ett jordskred i en slänt strax norr om Lyckornamotet. Rasmassorna välde ut över motorvägen och stoppade trafiken i båda riktningar.[19] Detta var inte första gången det rasat på platsen. Samma slänt rasade under byggtiden av motorvägen förbi Ljungskile i början av 1990-talet.[20]
- Den 11 november 2005 brann en tankbil på en bro vid Heberg söder om Falkenberg. Bron blev skadad och avstängd i några veckor innan den blev provisoriskt reparerad, alternativ väg innebar ingen stor omväg. Bron öppnades helt efter nästan ett år.[21]
- Den 20 december 2006 inträffade ett stort jordskred vid Småröd alldeles söder om Munkedal, där 400 meter av vägen drogs med ner mot Taske å, i samband med bygget av motorväg på platsen. Ett 15-tal bilar och en lastbil drogs med, men ingen person skadades allvarligt. Det fanns inga bra alternativa vägar förbi platsen, så Vägverket rekommenderade som alternativ för trafik Göteborg/Uddevalla–Strömstad/Oslo att köra Länsväg 172–166–164 via Färgelanda–Bäckefors–Skee, en omväg på 60 km. De som skulle mellan Uddevalla och Munkedal/Sotenäs rekommenderas färjan längs Länsväg 161 eller småvägar via Ellenö och Valbo-Ryrs kyrka. Det fanns också en småväg via Skredsvik, inte omnämnd i rekommendationer, och förbjuden för lastbilar, men som de flesta lokalboende och även busstrafiken tog. Även järnvägen Bohusbanan blev förstörd i raset. Vägen öppnades igen 15 februari 2007.
- Den 13 oktober 2011 inträffade ett stort stenras nära Munkedalsbron. Motorvägen bedömdes behöva vara avstängd i fyra veckor. Trafiken fick ta den gamla vägen förbi Munkedal. Det innebar ingen större omväg, men betydande tidsförlust och risk för köbildning. Stenraset berodde på en sprängning som gjordes för att man upptäckt risk för ett stenras. Men sprängningen orsakade ett mycket större ras än tänkt. Inga skadade.[22]
- Den 23 september 2023 inträffade ett jordskred vid Stenungsundsmotet. E6 blev som ett resultat av detta totalförstörd vid trafikplatsen och vägen stängdes av.[23] Som alternativ angavs och skyltades E45+44 via Trollhättan av trafiksäkerhetsskäl då den vägen har mitträcke nästan hela vägen, men majoriteten av fjärrtrafiken valde gamla E6 via Ucklum eftersom det blev betydligt kortare. Vägen kunde sedan öppnas tidigare än beräknat. Den 3 juli 2024 återinvigdes vägen av kung Carl XVI Gustaf. På morgonen fredag den 5 juli 2024 återöppnades vägen då trafiken släpptes på igen.[24]

## Utbyggnadsplaner
Den enda sträckan som inte är motorväg är delen inom tätorten Trelleborg från hamnen och norrut till cirkulationsplatsen i Maglarp. Denna del planeras inte heller byggas ut till det.
Trots att E6 genom Göteborg är motorväg är den ett hinder, med stillastående köer i rusningstrafiken. Två svåra flaskhalsar är korsningen med Göta älv (Tingstadstunneln) och korsningen med Västra stambanan. Det finns dåligt med alternativa vägar som korsar dem, så en stor del av lokal trafik måste ut på E6. Dessa sträckor är överbelastade med 130 procent trafikmängd mot kapaciteten.[källa behövs] En avlastning till Tingstadstunneln byggdes 2013–2020, Marieholmsförbindelsen. Partihallsförbindelsen över Västra stambanan färdigställdes i november 2011.
Runt 2018 planeras förbättring Åkarp–Löddeköpinge, troligen 3+3 körfält. Sträckan är hårt trafikerad, bland annat bilister till köpcentret vid Löddeköpinge dit minst 90% av kunderna åker bil.[källa behövs]

## Variabla hastighetsgränser

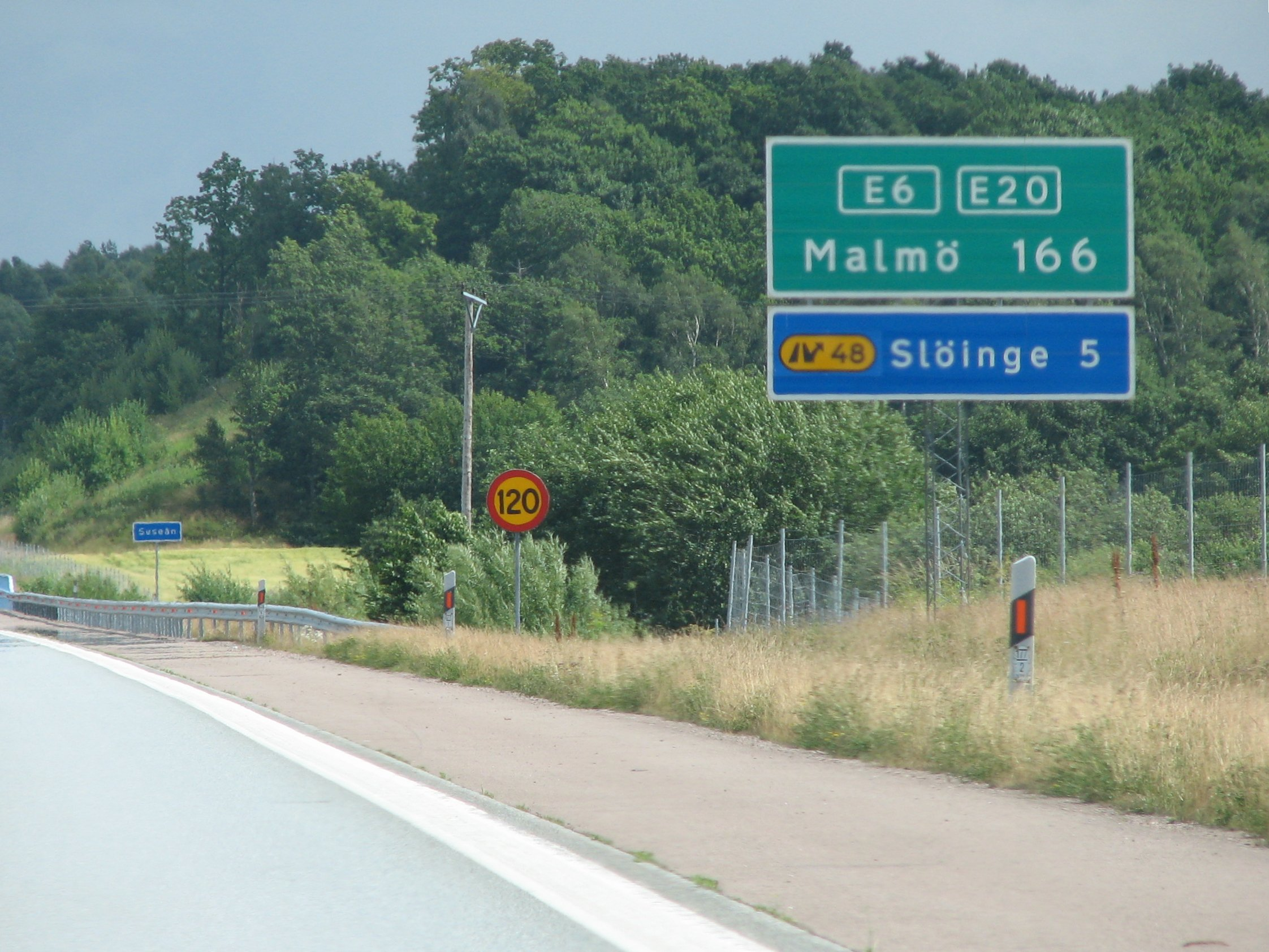
Sträcka med 120 km/h (skylt vid Suseån). På bilden syns även designen på skyltar som ett tag användes i kommunerna Falkenberg, Halmstad och Laholm. Dessa skyltar är numera ersatta med moderna skyltar av standardutförande.

Den 1 juli 2005 inledde f.d. Vägverket försök med variabla hastighetsgränser längs E6/E20 i södra Halland (mellan trafikplats Skottorp och trafikplats Heberg, dvs. mellan länsgränsen Skåne/Halland och Falkenberg). Under goda väderförhållanden är det numera tillåtet att köra i 120 km/h längs denna sträcka. Vid dessa tidpunkter kommer statiska skyltar att visa hastigheten medan de variabla är släckta. Då hastigheten ska sänkas tänds de variabla och visar en lägre gällande hastighetsbegränsning. Detta försök föll väl ut, hastigheten ökade inte mycket, och minskade mot förr vid dåligt väglag. Försöket permanentades under 2008 och infördes på fler motorvägssträckor i Sverige, en bit norr om Heberg på E6/E20 och i övrigt mest längs E4. Projektet med variabla hastighetsskyltar lades ner 2016 av ekonomiska skäl och kvar blev bara fasta 120 km/tim-skyltar.

## Län och kommuner
E6 passerar genom följande län och kommuner i Sverige, räknat från norr till söder:
| - Västra Götalands län - Strömstads kommun - Tanums kommun - Munkedals kommun - Uddevalla kommun - Stenungsunds kommun - Kungälvs kommun - Göteborgs kommun - Mölndals kommun |  | - Hallands län - Kungsbacka kommun - Varbergs kommun - Falkenbergs kommun - Halmstads kommun - Laholms kommun |  | - Skåne län - Båstads kommun - Ängelholms kommun - Helsingborgs kommun - Landskrona kommun - Kävlinge kommun - Lomma kommun - Burlövs kommun - Malmö kommun - Vellinge kommun - Trelleborgs kommun |

Staffanstorps kommun går på ett avsnitt väldigt nära Yttre Ringvägen, dock osäkert om vägen passerar in i Staffanstorps kommun eller inte. I vilket fall skyltas inte detta. (Enligt Terrängkartan går gränsen ungefär i diket på östra sidan)

## Anslutande vägar
E6 ansluter till följande numrerade vägar inom Sverige:
| - Länsväg 164 - Länsväg 176 - Länsväg 163 - Länsväg 174 - Länsväg 165 - Länsväg 162 - Länsväg 161 - Riksväg 44 - Länsväg 167 - Länsväg 160 |  | - Länsväg 168 - Länsväg 155 - E45 - E20 - Riksväg 40 - Länsväg 158 - Riksväg 41 - Länsväg 153 - Länsväg 154 - Länsväg 150 |  | - Riksväg 26 - Riksväg 25 - Riksväg 15 - Riksväg 24 - Länsväg 115 - Länsväg 105 - Riksväg 13 - Länsväg 112 - Länsväg 107 - E4 |  | - Länsväg 109 - Riksväg 17 - Länsväg 110 - Riksväg 16 - E22 - Riksväg 11 - E65 - Länsväg 101 - Länsväg 100 - Länsväg 108 |

## Korsande ekodukter
I Sverige finns det på E6 än så länge bara några få ekodukter, en "bro" två kilometer norr om Uddevalla och en längre söderut vid Burlövs egnahem söder om Arlöv.
En ekodukt, Sandsjöbacka-ekodukten, uppfördes 2016–2018 över motorvägen vid Sandsjöbacka i Kungsbacka kommun. Bron är 32 meter bred och 64 meter lång. Ekodukten ska minska viltolyckorna genom att binda samman landskapet på båda sidor om motorvägen. Ekodukten är den första som uppförts i efterhand över en redan befintlig och högtrafikerad väg. Bron har en två meter hög ljud- och ljusdämpande faunaskärm, som ger både större och mindre djur möjlighet att ta sig oskadda över motorvägen. I området finns rödlistade arter som hasselmus, hasselsnok och sandödla. Sedan tidigare finns det ett antal kombinationsbroar, som kan användas av både bilar och djur.
2021 byggdes ytterligare en ekodukt på Hallandsåsen.

## Korsande järnvägar
E6 korsar följande järnvägar inom Sverige:
| - Bohusbanan (5 gånger) - Lysekilsbanan - Västra stambanan - Västkustbanan (11 gånger) - Kust-till-kustbanan |  | - Viskadalsbanan - Halmstadsbanan - Godsstråket genom Skåne - Skånebanan (2 grenar) - Rååbanan |  | - Lommabanan - Södra stambanan - Öresundsbanan (bara ena motorvägshalvan) - Kontinentalbanan |

Samtliga korsningar är planskilda. Dessutom korsas Göteborgs spårväg på tre platser.

## Avfarter
E6 genom Halland var den första vägsträckan i Sverige som försågs med avfartsnummer. Detta skedde på lokalt initiativ redan 1994 då skyltar av danskt snitt monterades. Numreringen upprättades från början med tanke på att resten av sträckan skulle numreras, vilket innebar att numreringen började med nr 40 (Skottorp) och slutade med 61 (Kungsbacka N/Varla). Detta nummersystem finns kvar idag och är utbyggt både söderut och norrut. Trafikplatsnumrering har genomförts efter internationell förebild, exempelvis använder Tyskland, Danmark och Frankrike detta system. På de platser där flera europavägar går gemensamt är även numreringen gemensam, därför börjar E6:ans numrering inte med 1. 2004 byttes skyltarna till de gula som sattes upp på andra motorvägar i Sverige.

### Namngivning och numrering av trafikplatser längs E6
| Lista över trafikplatser längs | Lista över trafikplatser längs | Lista över trafikplatser längs                                   | Lista över trafikplatser längs                                             |
|                                | Nr                             | Namn                                                             | Skyltning                                                                  |
| ------------------------------ | ------------------------------ | ---------------------------------------------------------------- | -------------------------------------------------------------------------- |
|                                |                                | Trelleborgs färjeläge                                            | Färja från Sassnitz                                                        |
|                                |                                | Trelleborg                                                       | Ystad                                                                      |
| Landsväg Trelleborg–Maglarp    |                                |                                                                  |                                                                            |
| Motorväg Maglarp–Svinesund     |                                |                                                                  |                                                                            |
|                                | 5                              | Trafikplats Skegrie                                              | Skegrie                                                                    |
|                                | 6                              | Trafikplats Håslöv                                               | Håslöv                                                                     |
|                                | 7                              | Trafikplats Vellinge Södra                                       | Vellinge                                                                   |
|                                | 8                              | Trafikplats Vellinge Södra                                       | Skanör, Falsterbo, Höllviken (från / mot norr)                             |
|                                | 9                              | Trafikplats Vellinge Norra 1                                     | Vellinge (från / mot söder)                                                |
|                                | 10                             | Trafikplats Vellinge Norra 2                                     | Vellinge (från / mot norr)                                                 |
|                                | 11                             | Trafikplats Västra Klagstorp                                     | Västra Klagstorp, Tygelsjö                                                 |
| Motorvägskorsning              | 12                             | Trafikplats Petersborg                                           | Malmö , Köpenhamn, Svågertorp (E6.01) (E6 svänger)                         |
|                                | 13                             | Trafikplats Lockarp                                              | Lockarp                                                                    |
| Motorvägskorsning              | 14                             | Trafikplats Fredriksberg                                         | Malmö SÖ, Ystad, Sturup                                                    |
|                                | 15                             | Trafikplats Södra Sallerup                                       | Kvarnby, Klågerup                                                          |
| Motorvägskorsning              | 16                             | Trafikplats Sunnanå                                              | Malmö Ö, Staffanstorp, Simrishamn                                          |
|                                | 17                             | Trafikplats Helenelund                                           | Arlöv                                                                      |
| Motorvägskorsning              | 18                             | Trafikplats Kronetorp                                            | Lund, Kalmar, Malmö Ö (E22.10)                                             |
|                                | 19                             | Trafikplats Alnarp                                               | Arlöv, Malmö N (E6.01) (från / mot norr)                                   |
|                                | 20                             | Trafikplats Lomma                                                | Lund, Lomma                                                                |
|                                | 21                             | Trafikplats Flädie                                               | Bjärred, Lund (E6.02)                                                      |
|                                | 22                             | Trafikplats Borgeby                                              | Borgeby Borgeby, Löddeköpinge                                              |
|                                | 23                             | Trafikplats Löddeköpinge                                         | Barsebäck, Löddeköpinge, Center Syd                                        |
|                                | 24                             | Trafikplats Lundåkra                                             | , Bjuv, Barsebäck                                                          |
|                                | 25                             | Trafikplats Landskrona Södra                                     | , Landskrona S, Eslöv                                                      |
|                                | 26                             | Trafikplats Landskrona Norra                                     | Landskrona N, Vallåkra                                                     |
| Bensinstation                  |                                | Glumslöv                                                         | Glumslöv                                                                   |
|                                | 27                             | Trafikplats Rydebäck                                             | Rydebäck, Glumslöv                                                         |
| Motorvägskorsning              | 28                             | Trafikplats Helsingborg Södra                                    | Helsingborg S, Helsingör, Ekeby                                            |
|                                | 29                             | Trafikplats Vasatorp                                             | Helsingborg Ö                                                              |
| Motorvägskorsning              | 30                             | Trafikplats Kropp                                                | (E4.23) Helsingborg N, Stockholm                                           |
|                                | 31                             | Trafikplats Fleninge                                             | Fleninge, Hyllinge                                                         |
|                                | 32                             | Trafikplats Strövelstorp                                         | Strövelstorp, Bjuv                                                         |
|                                | 33                             | Trafikplats Norra Varalöv                                        | Höganäs, Åstorp                                                            |
|                                | 34                             | Trafikplats Höja                                                 | Ängelholm Ö, Höja                                                          |
|                                | 35                             | Trafikplats Rebbelberga                                          | , Ängelholm C, Höör, Klippan                                               |
|                                | 36                             | Trafikplats Ängelholm flygplats (planerad)                       | Byggstart osäker                                                           |
|                                | 37                             | Trafikplats Hjärnarp                                             | Torekov, Hjärnarp                                                          |
|                                | 38                             | Trafikplats Hallandsås                                           | Hallandsås                                                                 |
|                                | 39                             | Trafikplats Östra Karup                                          | Båstad, Våxtorp                                                            |
|                                | 40                             | Trafikplats Skottorp                                             | Skummeslövsstrand, Skottorp                                                |
|                                | 41                             | Trafikplats Laholm                                               | Hässleholm, Laholm, Mellbystrand,                                          |
| Bensinstation                  |                                | Snapparp                                                         | Snapparp                                                                   |
|                                | 42                             |                                                                  |                                                                            |
|                                | 43                             | Trafikplats Halmstad Södra                                       | Halmstad S, Karlshamn, Markaryd, Hamnar                                    |
|                                | 44                             | Trafikplats Halmstad Östra                                       | Halmstad Ö, Växjö                                                          |
|                                | 45                             | Trafikplats Halmstad Norra                                       | Halmstad N, Jönköping                                                      |
|                                | 46                             | Trafikplats Kvibille                                             | Haverdal, Kvibille                                                         |
|                                | 47                             | Trafikplats Getinge                                              | Steninge, Getinge                                                          |
|                                |                                | Susedalen                                                        |                                                                            |
|                                | 48                             | Trafikplats Slöinge                                              | Slöinge                                                                    |
|                                | 49                             | Trafikplats Heberg                                               | Skrea, Heberg                                                              |
|                                | 50                             | Trafikplats Falkenberg Södra                                     | Falkenberg S, Torup, Skrea Strand                                          |
|                                | 51                             | Trafikplats Falkenberg C (Vinbergsmotet)                         | Falkenberg C, Svenljunga, Ullared                                          |
|                                | 52                             | Trafikplats Morup                                                | Morup, Långås                                                              |
|                                | 53                             | Trafikplats Tvååker                                              | Varberg S, Tvååker, Himle                                                  |
|                                | 54                             | Trafikplats Åttabro                                              | Ullared, Värnamo; Varberg C                                                |
|                                | 55                             | Trafikplats Varberg Nord                                         | Borås, Varberg N,                                                          |
|                                |                                | Värötunneln                                                      | 265 m                                                                      |
|                                | 56                             | Trafikplats Värö                                                 | Värö kyrka, Veddige, Ringhals                                              |
|                                | 57                             | Trafikplats Frillesås                                            | Frillesås, Åsa                                                             |
|                                |                                | Ölmevallasjön (endast södergående) Torpasjön (endast norrgående) |                                                                            |
|                                | 58                             | Trafikplats Fjärås                                               | Fjärås, Åsa                                                                |
|                                | 59                             | Trafikplats Kungsbacka Syd                                       | Onsala, Kungsbacka S                                                       |
|                                | 60                             | Trafikplats Kungsbacka Centrum                                   | Särö, Kungsbacka C                                                         |
|                                | 61                             | Trafikplats Kungsbacka Nord                                      | Kungsbacka N, Tölö, Varla                                                  |
| Bensinstation                  |                                | Sandsjöbacka                                                     | Sandsjöbacka                                                               |
|                                | 62                             | Lindomemotet                                                     | Spårhaga, Lindome                                                          |
|                                | 63                             | Kålleredsmotet                                                   | Kållered S                                                                 |
|                                | 65                             | Torrekullamotet                                                  | Balltorp, Kållered N                                                       |
|                                | 66                             | Åbromotet                                                        | Göteborg V, Mölndal S, Hamnar (E6.20)                                      |
|                                | 67                             | Mölndalsmotet                                                    | Mölndal C (endast avfart från södergående)                                 |
|                                | 68                             | Lackarebäcksmotet                                                | Mölndal Ö                                                                  |
|                                | 70                             | Kallebäcksmotet                                                  | Flygplats, Jönköping, Kallebäck                                            |
|                                |                                | Trängselskatt i Göteborg                                         | upp till 22 kr                                                             |
|                                | 71                             | Örgrytemotet                                                     | Gårda S, Örgryte                                                           |
|                                | 72                             | Gårdamotet                                                       | Gårda (endast avfart från södergående, påfart till båda)                   |
|                                | 73                             | Ullevimotet                                                      | Centrum, Gårda N                                                           |
| Motorvägskorsning              | 74                             | Olskroksmotet                                                    | Stockholm, Olskroken                                                       |
| Motorvägskorsning              | 75                             | Gullbergsmotet                                                   | Karlstad, Frederikshavn, Kiel                                              |
|                                |                                | Tingstadstunneln                                                 | under Göta älv, 454 m                                                      |
| Motorvägskorsning              | 76                             | Ringömotet                                                       | Öckerö, N Älvstranden, Hamnar (avfart från söder och påfarter)             |
| Motorvägskorsning              | 77                             | Tingstadsmotet                                                   | Stockholm, Öckerö, N Älvstranden, Hamnar (endast från norr); Backa, Ringön |
|                                | 78                             | Backadalsmotet                                                   | Selma Lagerlöfs torg                                                       |
|                                | 79                             | Bäckebolsmotet                                                   | Tagene, Bäckebol                                                           |
|                                | 80                             |                                                                  | Norra Bäckebol (endast norrgående)                                         |
|                                | 81                             | Kärramotet                                                       | Kärra S, Orrekulla                                                         |
|                                | 82                             | Klarebergsmotet                                                  | Säve, Torslanda, Angered, Hamnar (E6.20)                                   |
|                                | 84                             | Jordfallsmotet                                                   | Karlstad, Kungälv S                                                        |
|                                | 85                             | Rödbomotet                                                       | Torslanda, Säve                                                            |
|                                |                                | Nordreälvsbron                                                   | över Nordre älv, 956 m                                                     |
|                                | 86                             | Kungälvsmotet                                                    | Marstrand, Kungälv                                                         |
|                                | 87                             | Rollsbomotet                                                     | Rollsbo, Kungälv N                                                         |
|                                | 88                             | Kodemotet                                                        | Kode                                                                       |
|                                | 89                             | Jörlandamotet                                                    | Jörlanda, Stora Höga (endast avfart norrut, påfart söderut)                |
|                                | 90                             | Stora Högamotet                                                  | Tjörn, Orust, Stenungsund, Ucklum                                          |
|                                | 91                             | Stenungsundsmotet                                                | Stenungsund, Svanesund                                                     |
|                                |                                | Ödsmålsbron                                                      | 386 m                                                                      |
|                                | 92                             | Lyckornamotet                                                    | Lilla Edet, Ljungskile S                                                   |
|                                | 93                             | Ljungskilemotet                                                  | Ljungskile N, Ulvesund                                                     |
|                                | 94                             | Lerbomotet                                                       | Trollhättan, Vänersborg, Bengtsfors, Uddevalla (Bratterödsleden)           |
|                                |                                | Uddevallabron                                                    | över Byfjorden, 1 712 m längd, 414 m spännvidd                             |
|                                | 96                             | Torpmotet                                                        | Uddevalla N, Lysekil Orust Tjörn                                           |
|                                | 97                             | Hogstorpsmotet                                                   | Hogstorp, Skredsvik                                                        |
|                                | 98                             | Saltkällemotet                                                   | Munkedal, Ed, Skredsvik, Saltkällan                                        |
|                                |                                | Munkedalsbron                                                    | över Örekilsälven, 494 m                                                   |
|                                | 99                             | Munkedalsmotet                                                   | Munkedal, Gårvik                                                           |
|                                | 100                            | Håbymotet                                                        | Håby                                                                       |
|                                | 101                            | Gläborgsmotet                                                    | Lysekil, Smögen, Kungshamn                                                 |
|                                | 102                            | Dinglemotet                                                      | Hunnebostrand, Bovallstrand, Dingle, Bullarebygden                         |
|                                | 103                            | Grindmotet                                                       | Fjällbacka, Hamburgsund, Hällevadsholm                                     |
|                                |                                | Grindtunneln                                                     | 149 m                                                                      |
|                                | 104                            | Rabbalshedemotet                                                 | Rabbalshede                                                                |
|                                |                                | Gerumstunneln                                                    | 250 m                                                                      |
|                                | 105                            | Tanumsmotet                                                      | Bullarebygden, Tanumshede                                                  |
|                                | 106                            | Rylandsmotet                                                     | Grebbestad, Tanumshede                                                     |
|                                | 107                            | Knämmotet                                                        | Sannäs                                                                     |
|                                | 108                            | Lurmotet                                                         | Resö, Lur                                                                  |
|                                | 109                            | Sältenmotet                                                      | Saltö, Tjärnö, Rossö                                                       |
|                                | 110                            | Skeemotet                                                        | Båleröd, Skee                                                              |
|                                | 111                            | Strömstadsmotet                                                  | Åmål, Strömstad C, Sandefjord                                              |
|                                | 112                            | Blomsholmsmotet                                                  | Strömstad N, Näsinge                                                       |
|                                |                                | Dynekilsbron                                                     | ca 400 m längd, 35 m höjd                                                  |
|                                | 113                            | Hogdalsmotet                                                     | Hogdal, Lökholmen, Dynekilen                                               |
|                                | 114                            | Nordbymotet                                                      | Svinesund, Nordby                                                          |
|                                |                                | Svinesundsbron                                                   | 704 m längd, 247 m spännvidd                                               |
|                                |                                | Riksgräns                                                        | Sverige–Norge                                                              |

## I populärkultur
I låten E6an söderut från albumet med samma namn av Åtta Bier Ti Min Far beskrivs en färd längs E6an söderut.